# إمبايرز: داون أوف ذا مودرن وورلد
إمبايرز: داون أوف ذا مودرن وورلد (بالإنجليزية: Empires: Dawn of the Modern World)‏ هي لعبة فيديو استراتيجية الوقت الحقيقي طورتها ستينلس ستيل ستوديوز ونشرتها أكتيفجن، صدرت في 22 أكتوبر 2003 وتعمل على جهاز ويندوز.